# The Laughing Gnome
"The Laughing Gnome" é uma canção do cantor britânico David Bowie, lançada como single em 14 de abril de 1967. Um pastiche de canções de uma das primeiras influências de Bowie, Anthony Newley, a faixa foi originalmente lançada como uma novelty song pela Deram Records, em 1967. A faixa consistia em um encontro e uma conversa entre o cantor e um gnomo, cuja voz acelerada (criada por Bowie e pelo engenheiro de som Gus Dudgeon) fazia vários trocadilhos com a palavra "gnome". Na época, "The Laughing Gnome" falhou em alcançar um posicionamento de Bowie nas paradas, mas, quando foi posteriormente relançada, a faixa se tornou um hit, chegando ao n°6 das paradas britânicas.